# Europees kampioenschap voetbal 2012 (Groep A) Polen - Rusland
Dit artikel gaat over de wedstrijd in de groepsfase in groep A tussen Polen en Rusland die werd gespeeld op 12 juni 2012 tijdens het Europees kampioenschap voetbal 2012.
Het was de tiende wedstrijd van het toernooi en werd gespeeld in het Nationaal Stadion in Warschau, de hoofdstad van Polen.

## Voorafgaand aan de wedstrijd
- Op de FIFA-wereldranglijst van mei 2012 stond Polen op de 65e plaats. Rusland stond op de 11e plaats.[1]
- Polen had het openingsduel met 1 - 1 gelijk gespeeld tegen Griekenland. Voor de Polen scoorde Lewandowski.
- Rusland had de eerste wedstrijd met 4 - 1 gewonnen van Tsjechië. Voor de Russen scoorden Dzagojev, Sjirokov en Pavlijoetsjenko, waarbij Dzagojev tweemaal doel trof.
- Bij beide landen staan niemand op scherp, geen van de spelers hebben een gele kaart gekregen in de eerste speelronde van het toernooi.
- Het is de vierde ontmoeting tussen beide landen. Van de drie voorgaande wedstrijden heeft Rusland een keer gewonnen, een keer eindigde de wedstrijd in een gelijkspel en een keer wist Polen te winnen. In deze drie ontmoetingen wisten beide landen vijf maal te scoren. De laatste ontmoeting was op 22 augustus 2007 in Moskou, waar de wedstrijd in een 2 - 2 gelijkspel eindigde. Alle drie de voorgaande wedstrijden waren vriendschappelijke interlands. Wel heeft Polen elf keer gespeeld tegen de Sovjet-Unie.[2]
- Bij Polen is doelman Szczęsny geschorst, nadat hij in het openingsduel een rode kaart had gekregen wegens het neerhalen van een doorgebroken tegenstander.

## Wedstrijdgegevens

De basisopstellingen van beide landen

| Datum                | 12 juni 2012                   | 12 juni 2012                   |
| Wedstrijdnummer      | 10                             | 10                             |
| Stadion              | Nationaal Stadion, Warschau    | Nationaal Stadion, Warschau    |
| Toeschouwers         | 55.920                         | 55.920                         |
| Scheidsrechter       | Wolfgang Stark                 | Wolfgang Stark                 |
| Assistenten          | Jan-Hendrik Salver Mike Pickel | Jan-Hendrik Salver Mike Pickel |
| Vierde man           | István Vad                     | István Vad                     |
| Man van de wedstrijd | Jakub Blaszczykowski           | Jakub Blaszczykowski           |
|                      | Polen                          | Rusland                        |
| Doelpunten           | 1                              | 1                              |
| Gele kaarten         | 2                              | 2                              |
| Rode kaarten         | 0                              | 0                              |
| Wissels              | 3                              | 2                              |
| Schoten op doel      | 7                              | 3                              |
| Schoten naast doel   | 6                              | 3                              |
| Overtredingen        | 11                             | 15                             |
| Hoekschoppen         | 4                              | 6                              |
| Buitenspel           | 2                              | 1                              |
| Vrije trappen        | 15                             | 13                             |
| Balbezit (tijd)      | 0                              | 0                              |
| Balbezit (%)         | 43                             | 57                             |

| Polen | 1 – 1           | Rusland |
| (Łukasz Piszczek) Jakub Blaszczykowski 57' | goals (assists) | 37' Alan Dzagojev (Andrej Arsjavin) |
| Franciszek Smuda | bondscoach      | Dick Advocaat |
| Przemysław Tytoń Sebastian Boenisch Damien Perquis Marcin Wasilewski Łukasz Piszczek Rafał Murawski Eugen Polanski 85' Adrian Mierzejewski 73' Ludovic Obraniak 90+3' Jakub Błaszczykowski Robert Lewandowski | opstellingen    | Vjatsjeslav Malafejev Joeri Zjirkov Sergej Ignasjevitsj Aleksej Berezoetski Aleksandr Anjoekov Igor Denisov Konstantin Zyrjanov Roman Sjirokov Andrej Arsjavin 70' Aleksandr Kerzjakov 80' Alan Dzagojev |
| Dariusz Dudka 73' Adam Matuszczyk 85' Pawel Brozek 90+3' | wissels         | 70' Roman Pavljoetsjenko 80' Marat Ismailov |
| Robert Lewandowski 60' Eugen Polanski 79' | gele kaarten    | 61' Igor Denisov 75' Alan Dzagojev |
| | rode kaarten    | |

## Wedstrijden
| Groepswedstrijden | | | |
| Groep A | Groep B | Groep C                                                                                               | Groep D |
| Polen - Griekenland Rusland - Tsjechië Griekenland - Tsjechië Polen - Rusland Tsjechië - Polen Griekenland - Rusland | Nederland - Denemarken Duitsland - Portugal Denemarken - Portugal Nederland - Duitsland Portugal - Nederland Denemarken - Duitsland | Spanje - Italië Ierland - Kroatië Italië - Kroatië Spanje - Ierland Kroatië - Spanje Italië - Ierland | Frankrijk - Engeland Oekraïne - Zweden Oekraïne - Frankrijk Zweden - Engeland Engeland - Oekraïne Zweden - Frankrijk |
| Kwartfinales | | | |
| Tsjechië - Portugal                                                                                                  | Duitsland - Griekenland | Spanje - Frankrijk                                                                                    | Engeland - Italië |
| Halve finales | | | |
| ‎Portugal - Spanje | ‎Portugal - Spanje | Duitsland - Italië                                                                                    | Duitsland - Italië                                                                                                   |
| Finale | | | |
| Spanje - Italië | | | |